# Savigny-lès-Beaune
Savigny-lès-Beaune è un comune francese di 1 411 abitanti situato nel dipartimento della Côte-d'Or nella regione della Borgogna-Franca Contea.

## Società

### Evoluzione demografica
Abitanti censiti